# Кайтох, Войцех
Во́йцех Ма́цей Ка́йтох (пол. Wojciech Maciej Kajtoch; род. 19 апреля 1957, Краков) — польский литературовед, автор монографии «Братья Стругацкие» (1993, русский перевод 2003), статей о творчестве С. Лема.
Окончил Ягеллонский университет по специальности польская филология (1980). В 1985—1987 учился в Литературном институте им. А. М. Горького в Москве. Доктор филологии (1991).